# Marta Padovan
Marta Padovan (nombre artístico de Conxita Alà Miquel), (Barcelona; 9 de enero de 1938-29 de septiembre de 2019) fue una actriz española de teatro, televisión, cine y doblaje.

## Biografía
De joven estudió la carrera de piano en el Conservatorio Municipal de Barcelona y se inició en el mundo del cine a finales de la década de 1950. Actuó en títulos como ¿Dónde vas, triste de ti?, Los desamparados o Fanny Pelopaja.
Su popularidad aumentó con sus actuaciones televisivas en el circuito catalán de RTVE y en TV3, a partir de la década de 1980 con series como Marta sempre, Marta tothora, en la que era la protagonista o De professió: A.P.I.. También trabajó en Pedralbes Centre y Mar de fons. Son destacables asimismo sus papeles en las series Majoria absoluta y Nissaga de poder. En el mundo del doblaje, se hizo popular por doblar a la protagonista de la serie estadounidense Roseanne.
También actuó en teatro a partir de la década de 1960 y durante la de 1970 tuvo compañía de teatro propia.

## Obras

### Teatro
- 1961: Una noche deliciosa, de Jacques Deval.[4]
- 1963: Blas, de Claude Magnier.[5]
- 1965: El paraguas y el sombrero, de Agustín de Quinto.[6]
- 1966: Un elefante blanco, de Xavier Regàs.[7]
- 1967: Un cop a la setmana, de Rafael Richard.[8]
- 1969: Una noia de bosc, de Joaquim Muntañola.[9]
- 1971: Domesticar a una mujer, de Alfonso Paso.[7]
- 1971: No muerdas la manzana del prójimo, de Rafael Richard.[10]
- 1973: Macbett, de Eugène Ionesco.[11]
- 1974: ¿Qué pasa en la alcoba?, de Alfonso Paso.[12]
- 1976: Dónde duermen dos...¡Duermen tres!, de Pierrette Bruno.[13]
- 1986: Pel davant i pel darrere, de Michael Frayn.[14]

### Cine
- 1956: Hospital de urgencia
- 1958: La muralla
- 1958: Las locuras de Bárbara
- 1958: Tu marido nos engaña
- 1960: Amor bajo cero
- 1960: ¿Dónde vas, triste de ti?
- 1960: Los abanderados de la providencia
- 1960: Los desamparados
- 1961: Horizontes de luz
- 1961: La cuarta carabela
- 1961: Pachín almirante
- 1962: Escuela de seductoras
- 1962: Trampa mortal
- 1962: Usted tiene ojos de mujer fatal
- 1963: El diablo en vacaciones
- 1963: La boda
- 1963: Senda torcida
- 1965: El secreto del capitán O'Hara
- 1965: La venganza de Clark Harrison
- 1966: El aventurero de la rosa roja
- 1967: En Ghentar se muere fácil
- 1970: Presagio
- 1974: Yo fui el rey
- 1983: Dinero negro
- 1984: Fanny Pelopaja
- 1987: Una noche en Casa Blanca

### Televisión
- 1980: Mare i fill, societat limitada
- 1985: Marta sempre, Marta tothora.
- 1988: De professió: A.P.I.
- 1995: Pedralbes Centre
- 1996: Nissaga de poder
- 2002-2004: Majoria absoluta
- 2006: Mar de fons